# رادي مياتوفيتش
رادي مياتوفيتش مواليد 30 يونيو 1981 في صربيا، هو لاعب كرة يد مونتينيغري يلعب كحارس مرمى. يلعب حاليا مع نادي ميشكوف برست لكرة اليد ويحمل الرقم 30. مثل منتخب الجبل الأسود لكرة اليد.

## سجل المنافسة
شارك في البطولات التالية:
- بطولة أوروبا لكرة اليد للرجال 2014
- بطولة أوروبا لكرة اليد للرجال 2016

## روابط خارجية
- رادي مياتوفيتش على موقع الاتحاد الأوروبي لكرة اليد (الإنجليزية)